# S-Bahn van Dresden
De S-Bahn van Dresden, is een S-Bahn-netwerk in en rond de Duitse stad Dresden.
De S-Bahn bestaat in 2024 uit 4 lijnen, die allemaal aansluiten op Dresden Hauptbahnhof. De lijnen hebben gezamenlijk 56 stations en een lengte van 166 km. De lijnen lopen, met uitzondering van de takken naar Luchthaven Dresden en Meißen, parallel aan de lijnen naar Děčín in Tsjechië en Leipzig. Tussen Dresden-Neustadt en Pirna lopen S1 en S2 parallel aan elkaar.
Dagelijks rijden meer dan 36.000 passagiers met de S-Bahn.

## Lijnen
| Serie | Treinsoort                       | Route | Bijzonderheden |
| ----- | -------------------------------- | --- | -------------- |
| S 1   | S-Bahn Dresden (DB Regio Südost) | Meißen Altstadt – Coswig – Radebeul Ost – Dresden-Neustadt – Dresden Hbf – Heidenau – Pirna – Bad Schandau – Schöna |                |
| S 2   | S-Bahn Dresden (DB Regio Südost) | Pirna – Heidenau – Dresden Hbf – Dresden-Neustadt – Dresden Flughafen                                               |                |
| S 3   | S-Bahn Dresden (DB Regio Südost) | Dresden Hbf – Freital-Hainsberg – Tharandt – Klingenberg-Colmnitz – Freiberg (Sachs)                                |                |